# Zingiber kerrii
Zingiber kerrii är en enhjärtbladig växtart som beskrevs av William Grant Craib. Zingiber kerrii ingår i släktet Zingiber och familjen Zingiberaceae. Inga underarter finns listade i Catalogue of Life.